# ستيف ستيوارت
ستيف ستيوارت (بالإنجليزية: Steve Stewart)‏ هو لاعب كرة قدم أمريكية أمريكي، ولد في 1 مايو 1956.

## وصلات خارجية
- ستيف ستيوارت على موقع مرجع كرة القدم المحترفة.كوم (الإنجليزية)